# Малакода (Форли-Чезена)
Малакода (итал. Malacoda) је насеље у Италији у округу Форли-Чезена, региону Емилија-Ромања.
Према процени из 2011. у насељу је живело 33 становника. Насеље се налази на надморској висини од 11 м.